# Mariano Supervía
Mariano Supervía y Lostalé (Tauste, 20 de abril de 1835-Huesca, 15 de enero de 1918) fue un obispo español.

## Biografía
Nació en la localidad zaragozana de Tauste el 20 de abril de 1835. Su padre Miguel, carpintero de profesión, y su madre Isabel vivían en Barrio París. Fue el primero de nueve hermanos, y el más pequeño, Miguel, era su secretario particular y también sacerdote.

### Sacerdote
Formado en el Seminario Conciliar de San Valero y San Braulio de Zaragoza y logró el doctorado en Sagrada Teología en el Seminario Central de Valencia. Fue ordenado sacerdote el 17 de diciembre de 1859 y cantó misa en Tauste el 26 de diciembre de ese año. Durante once años ocupó la cátedra de Filosofía en el seminario de Zaragoza, al tiempo que ejercía como párroco regente de las parroquias de San Pedro Nolasco y de San Juan y San Pedro. Participó activamente como capellán de un hospital de urgencia en la epidemia de cólera de 1865. En 1869 funda la revista El Pilar de Zaragoza y a partir de 1879 colabora El Diario Católico y cofundador en 1883 de la revista El Pilar. Mostró a lo largo de toda su vida una gran preocupación por los más desfavorecidos y por las obras sociales de la Iglesia, impulsando la organización Juventud Católica, la Escuela Católica de Obreros en 1835 y la Escuela Recreativa del Comercio en 1886, hasta el punto de que su pensamiento ha sido considerado el origen del catolicismo social en Aragón.

### Obispo
El 26 de agosto de 1888 es elevado a la silla episcopal por el obispo de Sigüenza, monseñor Ochoa. Ejerció como obispo auxiliar de Zaragoza pero su primera visita pastoral la realizó a Tauste y al Santuario de la Virgen de Sancho Abarca, entre los días 1 al 7 de octubre de 1888. Por último, desde 1896 y hasta su muerte, ocupó el obispado de Huesca. En su tiempo, además de por su religiosidad, el obispo Supervía destacó por su interés por mejorar la vida de los trabajadores y por su relevancia intelectual. Autor de varias publicaciones divulgativas: Compendio o resumen de la historia del Reino de Aragón, Santa Engracia y los innumerables mártires de Zaragoza, La Virgen del Pilar, su templo y su culto, Resumen histórico de la Virgen de Sancho Abarca, Historia del célebre Santuario de Nuestra Señora de Sancho Abarca, sito en las Reales Bardenas de Navarra, término jurisdiccional de la Villa de Tauste y colaborador en Aragón Histórico, Pintoresco y Monumental. Llegó a ser miembro correspondiente de la Real Academia de la Historia a partir de 1905 y estaba en posesión de la Gran Cruz de Isabel la Católica. Su devoción por nuestra patrona le acompañó toda su vida, siendo, en 1872, uno de los reeditores de la Historia de la Virgen de Sancho Abarca de Basilio Iturri del Roncal.

### Fallecimiento
Falleció en Huesca el 15 de enero de 1918, a los ochenta y dos años de edad y, por expreso deseo suyo, sus restos reposan en la capilla de la Virgen de Sancho Abarca de la iglesia parroquial de Santa María de Tauste.